# Bergen-Enkheim
Pour les articles homonymes, voir Bergen.

L'arrondissement (en rouge) au sein de la ville de Francfort-sur-le-Main

Francfort-Bergen-Enkheim (en allemand Frankfurt-Bergen-Enkheim) est un arrondissement de Francfort-sur-le-Main.
Il se compose du quartier éponyme.
Ce quartier abrite l'observatoire astronomique d'Uwe Süßenberger. Ce dernier y a découvert plusieurs astéroïdes, dont (221516) Bergen-Enkheim, qu'il a nommé d'après ce quartier.